# Richard Hodgson
Richard Hodgson (* 24. September 1855 in Melbourne, Australien; † 20. Dezember 1905 in Boston, Massachusetts, USA) war ein australischer Forscher und Kritiker auf dem Gebiet der Parapsychologie. Seine Bekanntheit gründete sich vor allem auf den nach ihm benannten Hodgson Report, der Helena Petrovna Blavatsky als Betrügerin darstellte und die Theosophische Gesellschaft schwer belastete.
Hodgson studierte an der University of Melbourne Jura, schloss dieses Studium 1878 mit dem Doktorat (LL.D.) ab, erwarb 1882 am britischen St John’s College in Cambridge einen Bachelor of Arts, den er 1893 um den Master of Arts der Universität Cambridge erweiterte. 1882/83 absolvierte er ein Semester an der Universität Jena. Von 1883 bis 1884 lehrte er als Professor (Lecturer) Rechtswissenschaft an der Universität Cambridge.
Mit Gründung der Society for Psychical Research (SPR) im Jahr 1882 in London wurde er Mitglied dieser Gesellschaft und übernahm ab 1885 Aufgaben im Führungsrat der SPR. Von 1887 bis zu seinem Tod im Jahr 1905 war er Generalsekretär der American Society for Psychical Research (ASPR) in Boston, die zu jener Zeit der SPR angegliedert war. 1902 mitbegründete er die American Anthropological Association (AAA). Hodgson starb am 20. Dezember 1905 in Boston an den Folgen eines Herzanfalles. Nach seinem Tod wurde an der Harvard University ein nach ihm benannter Lehrstuhl für Parapsychologie eingerichtet, der Hodgson Fellowship in Psychical Research.
Im Auftrag der SPR bzw. ASPR untersuchte Hodgson zahlreiche paranormale Phänomene, wobei er in den meisten Fällen zu einem negativen Ergebnis kam. Wichtige Untersuchungen betrafen das Medium Eusapia Palladino (1854–1918), die er 1894 als Schwindlerin deklarierte. Allerdings bezeichneten andere Forscher, wie Hereward Carrington, Wladyslaw Rybka oder Howard Thurston das von Palladino vorgeführte als echt. Der einzige bekannte Fall, bei dem Hodgson zu einem positiven Ergebnis kam, war das Medium Leonora Piper (1857–1950). Insgesamt 15 Jahre lang untersuchte er die von Piper vorgeführten Phänomene und bestätigte deren Echtheit im Jahre 1897. Er führte seine Nachforschungen dennoch weiter fort und plante einen weiteren Bericht über Piper herauszugeben, bevor es so weit kam, verstarb er jedoch.

## Der Hodgson Report
Sein erster Fall, der nach ihm benannte Hodgson Report aus den Jahren 1884/85, brachte ihm Berühmtheit. Dabei sollte er im Auftrag der SPR die paranormalen Phänomene untersuchen, die seit mehreren Jahren durch Helena Petrovna Blavatsky, eine der Gründerinnen der Theosophischen Gesellschaft (TG), ausgeführt worden sein sollen. Das Ergebnis war der Bericht des Untersuchungsausschusses der Phänomene im Zusammenhang mit der Theosophischen Gesellschaft, später nur kurz Hodgson Report genannt, und dieser war geradezu vernichtend für Blavatsky, die er als Betrügerin und Fälscherin darstellte. 1893 veröffentlichte Hodgson eine Rechtfertigung gegenüber kritischen Einwänden gegen seinen Report, die jedoch nicht zu einem Ende der Kritik führte. Beispielsweise wurde der Report 1986 und 1997 von Vernon Harrison als ungerechtfertigt bezeichnet.

## Veröffentlichungen
- H.P. Blavatsky und die SPR. Eine Untersuchung des Hodgson Berichtes aus dem Jahre 1885. Theosophischer Verlag 1998, ISBN 3-930623-21-8.